# Michael Ventris
Michael George Francis Ventris, född 12 juli 1922, död i en bilolycka 6 september 1956, var en engelsk arkitekt och klassisk filolog, främst känd för att ha dechiffrerat Linear B.

## Biografi
Vid sidan av sitt arbete som arkitekt var Michael Ventris amatörlingvist. Trots brist på formell utbildning inom lingvistik hade han en högt utvecklad känsla för språk. Redan som barn talade han flera språk och som sjuåring studerade han hieroglyfer. År 1936 besökte Ventris en utställning av minoiska utgrävningsfynd. Där fick han höra Arthur Evans hålla en improviserad föreläsning. Denne arkeologins grå eminens inspirerade Ventris så mycket att han efteråt kom att lägga stor del av sin tid till studier av texter från Kreta och det antika Grekland. Framför allt kom han att ägna sig åt texten på en serie lertavlor som Evans påträffat vid utgrävningar i kung Minos magnifika palats i Knossos på Kreta. Lertavlorna innehöll två ytligt sett lika, men i själva verket helt skilda skriftspråk. Den äldre och mer svårtillgängliga varianten betecknades med bokstaven A, medan den yngre fick heta Linear B.
Många akademiker såväl som amatörer arbetade frenetiskt med att lösa skriftens gåta, men det blev till slut Ventris som knäckte koden. År 1952 hade han knutit ihop alla lösa ändar kring Linear B. Han vågade dock inte publicera sina fullständiga fynd ensam. Därför kontaktade han den välrenommerade forskaren John Chadwick och följande år publicerade de gemensamt en uppsats i The Journal of Hellenic Studies. Den 19 sidor långa skriften fick stort genomslag i den akademiska världen. Vissa forskare ifrågasatte de framlagda rönen, men idag är det få som förnekar att Michael Ventris faktiskt var den som knäckte Linear B. Han  blev 1954 filosofie hedersdoktor vid Uppsala universitet och  tilldelades Kenyon Medal for Classical Studies postumt (1959).